# Хорошовское сельское поселение (Смоленская область)
Хорошовское сельское поселение — упразднённое муниципальное образование в составе Рославльского района Смоленской области России.
Административный центр — деревня Хорошово.
Образовано Законом Смоленской области от 28 декабря 2004 года. Упразднено Законом Смоленской области от 20 декабря 2018 года с включением к 1 января 2019 года всех входивших в его состав населённых пунктов в Астапковичское сельское поселение.

## Географические данные
- Общая площадь: 122,89 км²
- Расположение: западная часть Рославльского района
- Граничит:
  - на северо-востоке — с  Рославльским сельским поселением
  - на юго-востоке — с  Рославльским городским поселением
  - на юге — с Астапковичским сельским поселением
  - на юго-западе — с  Лесниковским сельским поселением
  - на северо-западе — с  Шумячским районом
  - на севере — с  Починковским районом
- Крупные реки: Остёр.
- По территории поселения проходит автомобильная дорога А101 Москва — Варшава («Старая Польская» или «Варшавка»)}.

## Население
| 2011 | 2012 | 2013 | 2014 | 2015 | 2016 | 2017 |
| ---- | ---- | ---- | ---- | ---- | ---- | ---- |
| 615  | ↗622 | ↗625 | ↘618 | ↘608 | →608 | ↗609 |
| 2018 | 2019 |      |      |      |      |      |
| ↘589 | ↘562 |      |      |      |      |      |

## Населённые пункты
На территории поселения находились 12 населённых пунктов.
- Хорошово, деревня
- Гарнево, деревня
- Дуровщина, деревня
- Жабино, деревня
- Козлово, деревня
- Колпеница, деревня
- Мохи, деревня
- Осипково, деревня
- Петрово, деревня
- Полшино, деревня
- Снегирево, деревня
- Чепищево, деревня

## Экономика
Сельхозпредприятия, магазины.